# 젠더퀴어

젠더퀴어 깃발

젠더퀴어(genderqueer)는 젠더를 남성과 여성 둘로만 분류하는 기존의 이분법적인 성별 구분(gender binary)과 시스젠더 규범성에 벗어난 성 정체성을 가지는 것을 지칭하는 용어로, 그러한 성 정체성을 가지고 있는 사람들을 가리킬 때에도 사용된다.

## 용어
젠더퀴어라는 용어는 1990년대에 리키 앤 윌친스를 필두로 한 정치적 운동가 사이에서 널리 쓰이게 되었다. 윌친스는 1995년 In Your Face 제1호에 실린 에세이에서 성별에 맞지 않는 사람을 묘사하기 위해 젠더퀴어라는 용어를 사용했다. 2000년대 이후로 인터넷을 통해 젠더퀴어라는 용어가 더 널리 퍼지게 되었고 2010년대에는 젠더퀴어라는 것을 공개적으로 밝힌 유명인들을 통해 이 용어가 소개되기 시작했다.
성별 이분법적인 사회구조에 도전하는 사람들은 주로 자신들을 젠더퀴어로 자칭한다. 이분법에서 벗어난 정체성에 대한 포괄적인 용어 외에도, 젠더퀴어는 그들의 성 정체성과 상관없이 전통적인 성별의 구별을 초월하거나 다른 것으로 인식되는 사람들을 지칭하는 형용사로 사용되어 왔다.
젠더퀴어에 속하는 안드로진(androgynous) 이라는 용어도 젠더퀴어의 범주에 속하는 사람들을 설명하는 용어로 자주 사용되곤 한다. 안드로진은 남성을 뜻하는 andro-와 여성을 뜻하는 gene이 합쳐진 용어로, 사회적으로 정의된 남성성과 여성성의 혼합과 밀접하게 연관되어 있기 때문이다. 안드로진은 젠더퀴어에 속한 젠더 정체성 중 하나로 모든 젠더퀴어가 안드로진은 아니다. 일부 젠더퀴어들은 성별 이분법에서 벗어났다는 뜻으로 쓰이는 논바이너리라는 용어를 사용한다.

## 분류
- 중성적, 양성적 젠더 정체성: 안드로진(Androgyne),
- 남성 정체성과 여성 정체성, 개별적인 두 가지 정체성을 가진 젠더 정체성 : 바이젠더
- 남성, 여성, 제3의 성 세 가지 젠더를 가진 젠더 정체성: 트라이젠더
- 모든 젠더를 가지고 있는 젠더 정체성:팬젠더
- 부분적으로 남성, 여성, 안드로진의 젠더를 느끼는 젠더 정체성: 데미젠더
- 자신을 어떤 성별로도 인식하지 않는 젠더 정체성: 에이젠더
- 성별 자체가 존재하지 않는다고 느끼는 젠더 정체성: 젠더리스
- 성별 정체성이 고정적이지 않고 액체처럼 유동적인 젠더 정체성: 젠더플루이드

## 지칭어
대체적으로 젠더퀴어들은 자신들을 지칭할 때 one, ze, sie, hir, co, ey 또는 they, their, them 등의 성별 이분법에서 벗어난 대명사들을 사용한다. 성별 이분법적인 대명사인 he, she, him, her 등을 사용하고 싶지 않다고 느끼기 때문이다. 또한, 성별 이분법적인 Ms, Mr 이 아닌 Mx를 붙임으로써 자신들을 표현한다.

## 같이 보기
- 논바이너리
- 젠더 이분법
- 젠더 불일치의 원인
- 간성 (성)
- 성 지향성